# Джордж Фрідман
Джордж Фрідман (англ. George Friedman; * 1949, Будапешт, Угорщина) — американський політолог, засновник (1996) та Головний виконавчий директор недержавної розвідувально-аналітичної організації Stratfor (Остін, Техас).

## Життєпис

### Раннє життя
Народився у єврейській родині, що пережила Голокост.
Батько Джорджа 1912 р. н. з Ужгорода . Коли йому було 10 років, його сім'я залишила Ужгород, пребравшись до Угорщини, щоб під час другої світової війни втекти від комуністичного режиму[джерело?], і оселитись у таборі для біженців в Австрії, а пізніше імігрувала до США.

### Освіта
Навчався у державній школі у Нью-Йорку. Отримав ступінь бакалавра у Сіті-коледжі (англ. City College) Міського університету Нью-Йорка. Має ступінь доктора політичних наук Університету Корнелла.

### Особисте життя
Джордж Фрідман одружений з Мередіт Фрідман, у них є четверо дітей, живе в Остіні, штат Техас, США.

## Наукові інтереси[4]
- Світова геополітика
- Збір та аналіз даних розвідки
- Міжнародні відносини
- Геополітичний прогноз
- Сучасні та минулі війни
- Зовнішня політика США

## Праці
- 1981: Політична філософія Франкфуртської школи (англ. The Political Philosophy of the Frankfurt School)
- 1991: Майбутня війна з Японією (англ. Coming War With Japan)
- 1998: Майбутнє війни: сила, технологія та американське світове домінування у 21 столітті (англ. The Future of War: Power, Technology and American World Dominance in the Twenty-First Century)
- 2005: Покращення розвідки: як отримати прибуток в інформаційну еру (англ. The Intelligence Edge: How to Profit in the Information Age)
- 2004: Таємна зброя Америки: За лаштунками приховної світової боротьби між Сполученими Штатами та їх ворогами (англ. America's Secret War: Inside the Hidden Worldwide Struggle Between the United States and Its Enemies)
- 2009: Наступні 100 років: прогноз на 21 століття (англ. The Next 100 Years: A Forecast for the 21st Century)
- 2010: Наступне десятиліття: як буде виглядати світ (англ. The Next Decade: What the World Will Look Like)

### Фрідман про Україну
- 2010 / 2013: George Friedman (17 грудня 2013, 03:57). Ukraine: On the Edge of Empires (англ.). Geopolitical Weekly, Stratfor. Архів оригіналу за 12 травня 2015. Процитовано 15 квітня 2022. // Передрук статті 2010 року: Geopolitical Journey, November 8, 2010, 15:57 [Архівовано 28 грудня 2013 у Wayback Machine.] (англ.).
«Жодна європейська країна не страждала у 20-му сторіччі більш за Україну. З 1914 по 1945 Україна була настільки близькою до пекла, наскільки лише можна наблизитися у цьому житті»[3].
- 2014: Perspectives on the Ukrainian Protests [Архівовано 31 січня 2014 у Wayback Machine.] // By George Friedman. Geopolitical Weekly, Stratfor. Tuesday, January 28, 2014, 04:05 
 Перспективи українських протестів [Архівовано 2 лютого 2014 у Wayback Machine.] // Espreso.tv, 29 січня 2014, 12:10